# Тодірень (Васлуй)
Тодірень, Тодірені (рум. Todireni) — село у повіті Васлуй в Румунії. Входить до складу комуни Педурень.
Село розташоване на відстані 279 км на північний схід від Бухареста, 33 км на південний схід від Васлуя, 82 км на південний схід від Ясс, 120 км на північ від Галаца.